# Acrolophus
Acrolophus é um gênero de mariposa pertencente à família Acrolophidae.